# Ligne 66A (Infrabel)
Pour les articles homonymes, voir Ligne 66.
La ligne 66A était une ligne ferroviaire belge, longue de 27 kilomètres, du réseau de la Société nationale des chemins de fer belges (SNCB), située dans la province de Flandre-Occidentale. Elle reliait la gare d'Ingelmunster (embranchements ligne 66 et ligne 73A)  et la  gare d'Anzegem (embranchement ligne 89, via la gare de Waregem (embranchement ligne 75).

## Historique

### Chronologie
- 20 décembre 1868, mise en service des 27 kilomètres par l'administration des chemins de fer de l'État-Belge[1]

## Infrastructure

### Ligne
C'était une ligne longue de 27 kilomètres à voie unique avec un écartement standard. Elle  portait le numéro 66A sur le réseau de la SNCB, elle est « hors service ».

### Gares
Liste des arrêts de la ligne avec leur point kilométrique : gare d'Ingelmunster (0,000), halte de Wante (2,415), gare d'Oostrozebeke (5,720), gare de Wielsbeke (8,910), gare de Vive-Saint-Éloi (11,868), gare de Waregem (14,166), gare de Gaverbeek (18,6), gare de Heirweg (23,9), gare d'Anzegem (27,0).